# Xã Lamard, Quận Wayne, Illinois
Xã Lamard (tiếng Anh: Lamard Township) là một xã thuộc quận Wayne, tiểu bang Illinois, Hoa Kỳ. Năm 2010, dân số của xã này là 1.422 người.